# Bolívar (Uruguay)
Pour les articles homonymes, voir Bolívar.
Bolívar ou Pueblo Bolívar est une ville de l'Uruguay située dans le département de Canelones. Sa population est de 139 habitants.

## Historique
Bolívar fut fondée en 1886. Son nom rend hommage au héros du Venezuela Simón Bolívar. En 2005, le président vénézuélien Hugo Chávez a visité cette ville.

## Population
Sa population est de 139 habitants environ (2011).
| Année | Population |
| ----- | ---------- |
| 1963  | 110        |
| 1975  | 107        |
| 1985  | 100        |
| 1996  | 152        |
| 2004  | 94         |
| 2011  | 139        |

Référence,: